# Baal (pjäs)
Baal är ett drama skrivet 1918 av den tyske författaren Bertolt Brecht. Han författade dramat under sin militärtjänstgöring och det innehåller självbiografiska episoder. Många delar är även hämtade från dikter av François Villon. Dramat uppfördes första gången den 8 december 1923 i Leipziger Alten Theater i regi av Alwin Kronacher. Precis före detta hade Brecht tilldelats Kleistpriset. 

## Handling
Baal är en ung talangfull diktare och läser en kväll upp en dikt för handelsmannen Mech med sällskap. Man hyllar honom för hans dikt, men Baal visar inget intresse tillbaka, beter sig illa och blir till slut utkastad. Baal säger då: "Hur kan jag rå för mitt beteende när vinet du ger mig gör mig berusad"? Mechs fru blir senare Baals älskare, han behandlar henne illa, tvingar henne till exempel att kyssa en kusk vid ett krogbesök. Han ligger med Johanna, den mycket unga flickvännen till hans beundrare Johannes. Johanna blir efter detta helt förtvivlad och går och dränker sig i en bäck.
Baal träffar även Sophie Dechant, en kvinna som han först älskar och gör med barn, sedan tröttnar på och överlåter till sin vän Ekart. På våren ger sig Baal av med Ekart. De reser och flyttar runt i landet. Åtta år senare dödar Baal Ekart i ett bråk om en servitris, och dör sedan själv hos några skogshuggare som han flytt till.

## Episka strukturelement
Baal skrevs långt innan Brechts idéer om episk teater utvecklades. Enstaka element i Baal visar dock tydligt i riktning mot hans senare teaterteori. Till exempel är början och slutet på Baal relativt öppna och avgränsar sig därmed från Aristoteles teorier. Brecht ville även med sensualiteten i Baal avgränsa sig från expressionismens patos.

## Roller
- Baal - Lyriker
- Ekart - Kompositör, vän till Baal
- Mech - Förläggare och handelsman
- Emilie - Mechs fru
- Dr.Piller - Kritiker
- Johanna - Johannes flickvän
- Luise - Servitris
- Johannes - Baals beundrare
- De båda systrarna